# Каппа Южного Креста
Каппа Южного Креста (κ Cru, Kappa Crucis, HD 111973) — самая яркая звезда в звёздном скоплении NGC 4755 в созвездии Южного Креста. Видимая звёздная величина +5,98, видна невооружённым глазом. Является бело-голубым сверхгигантом спектрального класса B3Ia.